# امیر علی‌اکبری
امیر علی‌اکبری (زادهٔ ۲۰ آذر ۱۳۶۶) ورزشکار پیشین کشتی فرنگی و مبارز کنونی هنرهای رزمی ترکیبی اهل ایران است. او قهرمان مسابقات قهرمانی کشتی فرنگی جهان در ۲۰۱۰، برندهٔ برنز این مسابقات ۲۰۰۹ و نیز مدال طلای قهرمانی کشتی آسیا ۲۰۰۹ است. او در سال ۲۰۱۳ و پس از دومین پروندهٔ دوپینگ، برای همیشه از حضور در مسابقات کشتی محروم شد و به مبارزات ترکیبی روی‌آورد. علی‌اکبری پس از مدتی در ای‌سی‌ای و رایزین مبارزه کرد و در حال حاضر در رقابت‌های سازمان وان چمپیونشیپ مبارزه می‌کند.

## زندگی شخصی
وی متولد ۲۰ آذر ۱۳۶۶ در شهرستان سرآب از استان آذربایجان شرقی است. خانوادهٔ او بعدها به تهران مهاجرت کردند و دوران نوجوانی و جوانی وی در تهران گذشته‌است. امیر در یک خانواده ۹ نفره بزرگ شده و دارای چهار خواهر و دو برادر است.

## کشتی
علی‌اکبری در فصل ۲۰۰۷–۲۰۰۸، برای باشگاه ورزشی شرکت ملی حفاری اهواز در لیگ برتر کشتی فرنگی ایران مسابقه می‌داد.
استفاده از مواد نیروزا با دو سال محرومیت از شرکت در مسابقات مواجه شد و بازی‌های المپیک تابستانی ۲۰۱۲ لندن را از دست داد. علی‌اکبری در مسابقات قهرمانی کشتی جهان ۲۰۱۳ به مدال طلای وزن ۱۲۰ کیلوگرم فرنگی جهان رسید، اما برای دومین بار در این مسابقات در نمونه خون وی، ماده‌ای ممنوعه از دستهٔ استروئیدهای آنابولیک دیده شد و اتحادیه جهانی کشتی به‌دلیل تکرار دوپینگ، وی را به صورت مادام‌العمر از حضور در تمامی مسابقات کشتی، محروم کرد و مدال طلای او نیز به نایب قهرمان مسابقات، هیکی نابی داده شد.

## هنرهای رزمی ترکیبی (MMA)
حدود یک سال پس از محرومیت از کشتی، وی در صفحات مجازی خود شرکت در ورزش هنرهای رزمی ترکیبی را اعلام کرد. او نخستین کشتی‌گیر حرفه‌ای ایرانی است که در این رشته به فعالیت پرداخته‌است. علی‌اکبری نخستین مبارزهٔ خود در این رشتهٔ ورزشی را در اکتبر ۲۰۱۵ انجام داد و هیونگ چول لی را در راند نخست، شکست داد. دومین مبارزهٔ او دو ماه بعد انجام شد و او رادو اسپینگل را نیز در راند نخست شکست داد.

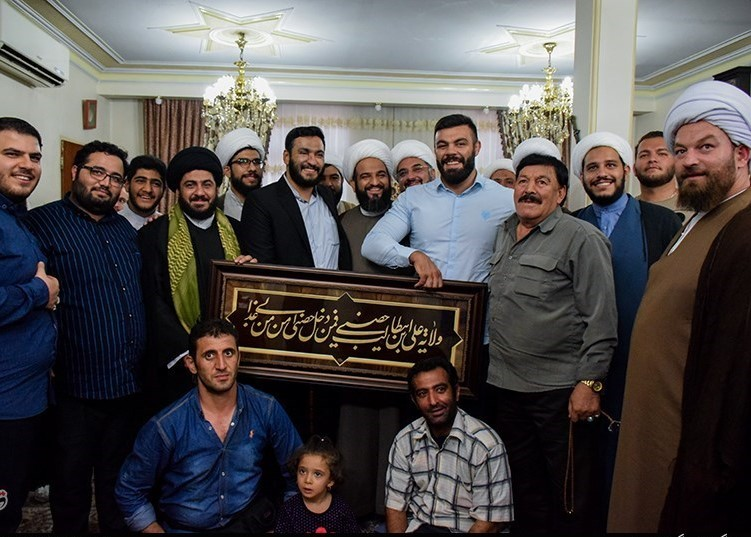
در ۲۷ مرداد ۱۳۹۶ جمعی از مبلغان دینی و مداحان استان تهران با حضور در منزل علی‌اکبری از او تقدیر کردند.

### فدراسیون مبارزهٔ رایزین (Rizin FF)
در اوایل سال ۲۰۱۶ اعلام شد که علی‌اکبری با فدراسیون مبارزه رایزین ژاپن قرارداد امضا کرده‌است.
در مسابقات گراند پری ۲۰۱۶ رایزین که در دسامبر ۲۰۱۶ در ژاپن برگزار شد، علی‌اکبری نخستین مبارزهٔ خود را در سپتامبر در دور نخست گرندپری وزن آزاد مقابل ژائو ایسیدورو آلمیدا انجام داد و در راند اول، پیروز شد. قرار بود که مسابقهٔ بعدی او در دسامبر ۲۰۱۶ در برابر شین کاروین، قهرمان پیشین مسابقات، انجام شود که کاروین از این مبارزه کناره‌گیری کرد.
علی‌اکبری در مبارزهٔ بعدی موفق شد با شکست دادن هیث هرینگ، مبارز آمریکایی، به مرحلهٔ نیمه‌نهایی این مسابقات راه یابد. هیث هرینگ ۳۸ ساله که سابقهٔ حضور در رشته‌های کیک‌بوکسینگ، سامبو (ورزش رسمی روسیه) و کشتی را دارد به «اسب دیوانهٔ تگزاس» معروف است. علی‌اکبری در مرحلهٔ نیمه‌نهایی با پیروزی مقابل والنتین مولدافسکی از روسیه فینالیست شد اما در رقابت پایانی مسابقات، امیر علی‌اکبری با قبول شکست مقابل میرکو فیلیپوویچ، نایب قهرمان شد. علی‌اکبری در سال ۲۰۱۷، جرونیمو دوس‌سانتوس و تایلر کینگ را شکست داد.

### اِی‌سی‌بی (Absolute Championship Berkut)
در دسامبر ۲۰۱۷ علی‌اکبری خروج از رایزین و پیوستن خود به اِی‌سی‌بی را اعلام کرد. نخستین حریف او دنیس اسمولدارف بود که علی‌اکبری در ۲۴ مارس ۲۰۱۸ در دور نخست و با ناک‌اوت پیروز مبارزه شد.

### یواف‌سی (Ultimate Fighting Championship)
امیر علی‌اکبری در تاریخ ۶ ژوئن ۲۰۱۹ طی قراردادی به یواف‌سی پیوست اما در ماه نوامبر «جف نوویتسکی» رئیس بخش سلامت و عملکرد یواف‌سی اعلام کرد که قرارداد یواف‌سی با امیر علی‌اکبری به دلیل سابقهٔ دوپینگ و محرومیت مادام‌العمر که به تأیید سازمان ضد دوپینگ آمریکا رسیده‌است، لغو شده‌است.

### رقابت‌های قهرمانی وان (ONE Championship)
در اوت ۲۰۲۰، خبرهایی مبنی بر پیوستن علی‌اکبری به سازمان رقابت‌های قهرمانی وان منتشر شد. قرار بود نخستین مبارزهٔ او در مسابقات بیگ‌بنگ وان در ۴ نوامبر ۲۰۲۰ و در مقابل اسلام عباس‌اف از روسیه انجام شود که این مبارزه به‌دلیل بازداشت عباسوف در روسیه، لغو شد. علی اکبری در ۵ مارس ۲۰۲۱، در مقابل حریف خود، کانگ جی وون در راند نخست، ناک اوت شد و شکست خورد.
او در مبارزهٔ بعدی خود در برابر آناتولی مالیخین، مجدداً در راند نخست، بیهوش و ناک‌اوت شد. او در مبارزات بعدی خود موفق به شکست حریف ایتالیایی خود یعنی سریلی و حریف آمریکایی/فیلیپینی خود یعنی ورا شد و توانست هر دو حریف خود را ناک اوت فنی کند. امیر همچنین بعد از مبارزش در مقابل سریلی اعلام کرد می‌خواهد سطح جهانی کشتی را وارد سازمان وان چمپیونشیپ کند. وی در ادامه مبارزات خود موفق شد داستین جوینسون کانادایی را در راند اول ناک اوت کرده و احتمالاً حریف آناتولی مالیخین در فینال شود. علی اکبری در آخرین مبارزه خود در تاریخ ۱۱ اسفند ۱۴۰۲ در رویداد ۱۶۶ سازمان وان چمپیون موفق شد آرجان بولار قهرمان سابق سنگین‌وزن این سازمان را شکست دهد، علی اکبری در نشست خبری قبل از این مسابقه ابتدا کانگ جی وان و سپس آناتولی مالیخین را به مبارزه عنوان قهرمانی سنگین‌وزن سازمان وان چمپیون شیپ چلنج کرد.

## هنرهای رزمی
| بررسی رکورد مسابقات حرفه‌ای               |                                                 |                                                  |
| خطای عبارت: عملگر < دور از انتظار مسابقه | خطای عبارت: نویسه نقطه‌گذاری شناخته نشده «۱» برد | خطای عبارت: نویسه نقطه‌گذاری شناخته نشده «۳» باخت |
| ناک‌اوت                                   | ۱۰                                              | ۳                                                |
| تصمیم داور                               | ۳                                               | 0                                                |

| نتیجه. | رکورد | حریف                 | روش                         | رویداد                                                    | تاریخ           | راند | زمان | مکان                 | یادداشت                                      |
| ------ | ----- | -------------------- | --------------------------- | --------------------------------------------------------- | --------------- | ---- | ---- | -------------------- | -------------------------------------------- |
| Win    | 13–3  | Dustin joynson       | TKO (submission to punches) | ONE fight night12                                         | ۱۵ ژوئیه ۲۰۲۳   | 1    | 1.48 | bangkok, thailand    | ONE Fight Night 12: Superlek vs. Khalilov    |
| Win    | 12–3  | براندون ورا          | TKO (elbows and punches)    | ONE 164                                                   | ۳ دسامبر ۲۰۲۲   | 1    | 3:37 | پاسای، Philippines   |                                              |
| Win    | 11–3  | Mauro Cerilli        | TKO (elbows)                | ONE on Prime Video 1                                      | ۲۷ اوت ۲۰۲۲     | 2    | 4.02 | کالنگ، Singapore     |                                              |
| Loss   | 10–3  | Anatoly Malykhin     | KO (punches)                | ONE: Revolution                                           | ۲۴ سپتامبر ۲۰۲۱ | 1    | 2:57 | کالنگ، Singapore     |                                              |
| Loss   | 10–2  | Kang Ji Won          | KO (punches)                | ONE: Fists Of Fury ۲                                      | ۵ مارس ۲۰۲۱     | 1    | 1:54 | کالنگ، Singapore     |                                              |
| Win    | 10–1  | Shelton Graves       | TKO (punches)               | ACA 93: Balaev vs. Zhamaldaev                             | ۱۶ مارس ۲۰۱۹    | 1    | 4:44 | سن پترزبورگ، Russia  |                                              |
| Win    | 9–1   | دانیل اومیلانچوک     | Decision (unanimous)        | ACB 89: Abdulvakhabov vs. Bagov ۳                         | ۸ سپتامبر ۲۰۱۸  | 3    | 5:00 | کراسنودار، Russia    |                                              |
| Win    | 8–1   | Denis Smoldarev      | TKO (elbows and punches)    | ACB 83: Borisov vs. Kerimov                               | ۲۴ مارس ۲۰۱۸    | 1    | 2:25 | باکو، Azerbaijan     |                                              |
| Win    | 7–1   | Tyler King           | TKO (punches)               | Rizin Fighting World Grand Prix 2017 Opening Round Part ۱ | ۳۰ ژوئیه ۲۰۱۷   | 1    | 1:39 | سایتاما (شهر), Japan |                                              |
| Win    | 6–1   | Gerônimo dos Santos  | TKO (punches)               | Rizin FF 5: Sakura                                        | ۱۶ آوریل ۲۰۱۷   | 1    | 3:34 | یوکوهاما، Japan      |                                              |
| Loss   | 5–1   | میرکو فیلیپوویچ      | KO (punches)                | Rizin World Grand-Prix 2016: Final Round                  | ۳۱ دسامبر ۲۰۱۶  | 1    | 2:03 | سایتاما (شهر), Japan | 2016 Rizin Open-Weight Grand Prix Final.     |
| Win    | 5–0   | والنتین مولداوسکی    | Decision (split)            | Rizin World Grand-Prix 2016: Final Round                  | ۳۱ دسامبر ۲۰۱۶  | 2    | 5:00 | سایتاما (شهر), Japan | 2016 Rizin Open-Weight Grand Prix Semifinal. |
| Win    | 4–0   | هیث هرینگ            | Decision (unanimous)        | Rizin World Grand-Prix 2016: 2nd Round                    | ۲۹ دسامبر ۲۰۱۶  | 2    | 5:00 | سایتاما (شهر), Japan | 2016 Rizin World Grand Prix Quarterfinals.   |
| Win    | 3–0   | João Isidoro Almeida | TKO (punches)               | Rizin World Grand-Prix 2016: 1st Round                    | ۲۵ سپتامبر ۲۰۱۶ | 1    | 2:25 | سایتاما (شهر), Japan | 2016 Rizin World Grand Prix First Round.     |
| Win    | 2–0   | Radu Spinghel        | TKO (punches)               | Real Fight Championship 3                                 | ۵ دسامبر ۲۰۱۵   | 1    | 1:02 | یوکوهاما، Japan      |                                              |
| Win    | 1–0   | Hyung Chul-Lee       | TKO (punches)               | Full Metal Dojo 7: Full Metal Massacre                    | ۳۱ اکتبر ۲۰۱۵   | 1    | 0:17 | بانکوک، Thailand     |                                              |

### نتایج کشتی فرنگی
| رقابت‌های قهرمانی جهان           | رقابت‌های قهرمانی جهان           | رقابت‌های قهرمانی جهان           | رقابت‌های قهرمانی جهان           | رقابت‌های قهرمانی جهان           | رقابت‌های قهرمانی جهان           | رقابت‌های قهرمانی جهان           | رقابت‌های قهرمانی جهان           |                                 |
| نتیجه.                          | رکورد                           | هماورد                          | امتیاز                          | تاریخ                           | رویداد                          | مکان                            | یادداشت                         |                                 |
| در ۱۲۰ ک‌گ قهرمانی جهان ۲۰۱۳ UWW | در ۱۲۰ ک‌گ قهرمانی جهان ۲۰۱۳ UWW | در ۱۲۰ ک‌گ قهرمانی جهان ۲۰۱۳ UWW | در ۱۲۰ ک‌گ قهرمانی جهان ۲۰۱۳ UWW | در ۱۲۰ ک‌گ قهرمانی جهان ۲۰۱۳ UWW | در ۱۲۰ ک‌گ قهرمانی جهان ۲۰۱۳ UWW | در ۱۲۰ ک‌گ قهرمانی جهان ۲۰۱۳ UWW | در ۱۲۰ ک‌گ قهرمانی جهان ۲۰۱۳ UWW | در ۱۲۰ ک‌گ قهرمانی جهان ۲۰۱۳ UWW |
| ------------------------------- | ------------------------------- | ------------------------------- | ------------------------------- | ------------------------------- | ------------------------------- | ------------------------------- | ------------------------------- | ------------------------------- |
| برد                             | ۱۴–۱                            | هیکی نابی                       | ۴–۰                             | ۱۶ سپتامبر ۲۰۱۳                 | قهرمانی جهان ۲۰۱۳               | بوداپست، مجارستان               | محروم از مدال طلا به‌دلیل دوپینگ |                                 |
| برد                             | ۱۳–۱                            | رضا کایالپ                      | ۴–۱                             | ۱۶ سپتامبر ۲۰۱۳                 | قهرمانی جهان ۲۰۱۳               | بوداپست، مجارستان               | محروم از مدال طلا به‌دلیل دوپینگ |                                 |
| برد                             | ۱۲–۱                            | ادوارد پوپ                      | ۷–۰                             | ۱۶ سپتامبر ۲۰۱۳                 | قهرمانی جهان ۲۰۱۳               | بوداپست، مجارستان               | محروم از مدال طلا به‌دلیل دوپینگ |                                 |
| برد                             | ۱۱–۱                            | یوهان اورن                      | ۷–۰                             | ۱۶ سپتامبر ۲۰۱۳                 | قهرمانی جهان ۲۰۱۳               | بوداپست، مجارستان               | محروم از مدال طلا به‌دلیل دوپینگ |                                 |
| برد                             | ۱۰–۱                            | اولکساندر چرنتسکی               | ۳–۱F                            | ۱۶ سپتامبر ۲۰۱۳                 | قهرمانی جهان ۲۰۱۳               | بوداپست، مجارستان               | محروم از مدال طلا به‌دلیل دوپینگ |                                 |
| در ۹۶ ک‌گ قهرمانی جهان ۲۰۱۰ UWW  |                                 |                                 |                                 |                                 |                                 |                                 |                                 |                                 |
| برد                             | ۹–۱                             | Tsimafai Dzeinichenka           | ۲–۲, ۱–۰                        | ۶ سپتامبر ۲۰۱۰                  | قهرمانی جهان ۲۰۱۰               | مسکو، روسیه                     |                                 |                                 |
| برد                             | ۸–۱                             | اصلان‌بک خوشتوف                  | ۱–۰, ۱–۰                        | ۶ سپتامبر ۲۰۱۰                  | قهرمانی جهان ۲۰۱۰               | مسکو، روسیه                     |                                 |                                 |
| برد                             | ۷–۱                             | کالویان دینچف                   | ۳–۰, ۱–۰                        | ۶ سپتامبر ۲۰۱۰                  | قهرمانی جهان ۲۰۱۰               | مسکو، روسیه                     |                                 |                                 |
| برد                             | ۶–۱                             | محمد عبدالفاتح                  | ۱–۰, ۱–۰                        | ۶ سپتامبر ۲۰۱۰                  | قهرمانی جهان ۲۰۱۰               | مسکو، روسیه                     |                                 |                                 |
| برد                             | ۵–۱                             | داوید سالدازده                  | ۱–۰, ۱–۰                        | ۶ سپتامبر ۲۰۱۰                  | قهرمانی جهان ۲۰۱۰               | مسکو، روسیه                     |                                 |                                 |
| در ۹۶ ک‌گ قهرمانی جهان ۲۰۰۹ UWW  |                                 |                                 |                                 |                                 |                                 |                                 |                                 |                                 |
| برد                             | ۴–۱                             | داوید سالدازده                  | ۱–۰, ۲–۲                        | ۲۶ سپتامبر ۲۰۰۹                 | قهرمانی جهان ۲۰۰۹               | هرنینگ، دانمارک                 |                                 |                                 |
| باخت                            | ۳–۱                             | بالاس کیس                       | ۱–۰, ۰–۵, ۰–۱                   | ۲۶ سپتامبر ۲۰۰۹                 | قهرمانی جهان ۲۰۰۹               | هرنینگ، دانمارک                 |                                 |                                 |
| برد                             | ۳–۰                             | آلین الکسوج                     | ۲–۰, ۱–۰                        | ۲۶ سپتامبر ۲۰۰۹                 | قهرمانی جهان ۲۰۰۹               | هرنینگ، دانمارک                 |                                 |                                 |
| برد                             | ۲–۰                             | کالویان دینچف                   | ۳–۰, ۳–۰                        | ۲۶ سپتامبر ۲۰۰۹                 | قهرمانی جهان ۲۰۰۹               | هرنینگ، دانمارک                 |                                 |                                 |
| برد                             | ۱–۰                             | Jesper Viholt                   | ۵–۰, ۴–۰                        | ۲۶ سپتامبر ۲۰۰۹                 | قهرمانی جهان ۲۰۰۹               | هرنینگ، دانمارک                 |                                 |                                 |